# 最後地下鐵
《最後地下鐵》（法語：Le Dernier Métro）是一部1980年的历史剧情片，由法蘭索瓦·杜魯福共同编剧并执导，主演是凱撒琳·丹尼芙和傑哈·德巴狄厄。
该片设定在1942年纳粹占领下的巴黎，讲述了蒙馬特区一个小剧院的故事。尽管面临审查制度、反犹太主义和物资短缺，剧院仍然努力保持文化的完整性来进行被动抵抗。片名突显了当时城市生活中的两大事实：人们由于燃料短缺将晚上时间花在剧院等娱乐场所，但宵禁迫使他们必须赶上最后一班地鐵回家。
1980年9月17日影片上映后，《最後地下鐵》成为杜魯福较为成功的商业电影之一，在法国的观影人数达到3,384,045人次，在美国的票房为300万美元。在第6届凯撒电影奖上，《最後地下鐵》获得12项提名并赢得了其中10项，包括最佳影片獎。该片还获得了奥斯卡金像奖和金球獎的最佳外语片提名。

## 剧情
年轻的伯纳德·格朗热前往蒙马特剧院准备排练新剧，在街上与一位女士调情时屡次被拒绝。到达剧院后，他发现那位女士实际上是剧院的布景设计师阿莱特，她是一名同性恋者。随后，伯纳德认识了剧院的老板兼主演玛丽昂。玛丽昂的犹太丈夫卢卡斯是剧院的导演，外界以为他已逃离巴黎，实际上他秘密躲在剧院的地下室。每晚玛丽昂都会偷偷放他出来，提供食物并筹备未来的剧目。两人在空荡荡的剧院中讨论当前的剧作并计划让卢卡斯逃出法国。然而，玛丽昂逐渐对毫无察觉的伯纳德产生了感情，而卢卡斯对伯纳德所知的只有一张照片，以及透过通风口偷听到的些许对话。
剧院里无人知晓，伯纳德是抵抗组织的一员，负责投放炸弹杀死了一名德国海军上将。
首演当晚座无虚席，但次日一篇报纸恶意批评该剧为“犹太戏剧”。这位反犹作家想要赶走玛丽昂并接管剧院。演员和剧组在夜总会庆祝演出成功时，这位作家在另一场聚会中诬告伯纳德侮辱了玛丽昂，导致两人在街上发生肢体冲突。另一边，两名伪装成防空警察的盖世太保特工搜查了剧院，玛丽昂绝望地向伯纳德寻求帮助，以隐藏卢卡斯和他的物品。
在一次盖世太保突袭中，伯纳德的抵抗组织联系人被捕，伯纳德决定全身心投入抵抗运动，放弃演艺生涯。就在他准备离开化妆间时，玛丽昂前来道别，两人在地板上发生了激情交集。
战争结束后，伯纳德回到剧院出演由卢卡斯在躲藏期间创作的新剧。首演之夜，玛丽昂扮演女主角，她向伯纳德表达了希望与他共度余生的愿望，但伯纳德坦白说他从未真正爱过她。大幕落下时，伯纳德、玛丽昂和卢卡斯手牵手接受观众的掌声。

## 演员
- 凱撒琳·丹尼芙 饰 玛丽昂·施泰纳
- 傑哈·德巴狄厄 饰 伯纳德·格朗热
- 让·普瓦雷 Jean Poiret 饰 让-卢普·科坦
- 海因茨·贝纳特 Heinz Bennent 饰 卢卡斯·施泰纳
- 安德烈亚·费雷奥尔 Andréa Ferréol 饰 阿莱特·纪尧姆，布景设计师
- 波莱特·杜博斯 Paulette Dubost 饰 杰尔曼·法布尔，剧院的老员工
- 萨宾娜·奥德彭 Sabine Haudepin 饰 娜丁·马萨克，年轻女演员
- 让-路易·理查德 Jean-Louis Richard 饰 达夏
- 莫里斯·里施 Maurice Risch 饰 雷蒙·布西耶，剧院技术员
- 马塞尔·贝尔贝尔 Marcel Berbert 饰 梅林
- 理查德·博林杰 Richard Bohringer 饰 盖世太保军官
- 拉兹洛·萨博 László Szabó 饰 伯根中尉
- 让-皮埃尔·克莱因 Jean-Pierre Klein 饰 克里斯蒂安·勒格利斯，抵抗運動成员
- 弗兰克·帕斯奎尔 Franck Pasquier 饰 雅科/埃里克
- 罗斯·蒂埃里 Rose Thierry 饰 雅科的母亲
- 马蒂娜·西蒙内特 Martine Simonet 饰 马蒂娜·塞内夏尔
- 克里斯蒂安·巴尔托斯 Christian Baltauss 饰 替代伯纳德的演员
- 瑞娜塔 Rénata 饰 格蕾塔·博格，夜总会歌手
- 赫尼亚·齐夫 Hénia Ziv 饰 伊冯娜
- 让-约瑟·里歇尔 Jean-José Richer 饰 勒内·贝纳尔迪尼
- 杰西卡·祖克曼 Jessica Zucman 饰 罗塞特
- 勒内·杜普雷 René Dupré 饰 瓦伦丁先生
- 阿兰·塔斯马 Alain Tasma 饰 马克
- 皮埃尔·贝洛特 Pierre Belot 饰 酒店门童
- 雅各布·魏兹布鲁特 Jacob Weizbluth 饰 罗森[4]

## 制作
杜魯福很早就想拍摄一部关于法国占领时期的电影，因为他的叔叔和祖父都曾是法國抵抗運動的一员，曾经在传递信息时被抓住。这一事件最终在《最後地下鐵》中得以重现。杜魯福的灵感来自演员让·马莱的自传，影片以此为基础，并参考了占领时期剧院人士的其他资料。
这部电影是杜魯福设想中关于娱乐界的三部曲其中之一，主题围绕剧院展开。1973年的《日以作夜》则探讨了电影世界，获得了奥斯卡最佳外语片奖。杜魯福还完成了其第三部《魔法机构》（L'Agence magique）的剧本，计划讲述音乐厅的世界。70年代末，他正要准备开始拍摄，但由于电影《綠屋》的失败，迫使他转向更具商业潜力的项目，拍摄了《愛情逃避》。
杜魯福于1979年9月开始选角，为凱撒琳·丹尼芙量身打造了玛丽昂这个角色，欣赏她的活力。傑哈·德巴狄厄最初不愿参与该片，因为他不喜欢杜魯福的导演风格，但最终被说服参演。
大部分拍摄在克利希朗迪街的一家废弃巧克力工厂进行，工厂被改造成了摄影棚。拍摄期间，丹尼芙因摔倒导致脚踝扭伤，迫使剧组临时调整拍摄计划。编剧苏珊·希夫曼（Suzanne Schiffman）因严重的肠梗阻住院。影片共拍摄了五十九天，于1980年4月21日结束。

## 主题
杜魯福的电影常常将拍片与观影联系在一起。《最後地下鐵》在这方面表现得尤为自觉。影片开头将紀錄片镜头与时代重现相结合，同时展示了当代的电影海报。
杜魯福评论道：“这部电影不仅涉及反犹主义，还关乎普遍的不宽容”，影片中的宽容透过让·普瓦雷（Jean Poiret）饰演的同性戀导演和安德烈亚·费雷奥尔（Andréa Ferréol）饰演的女同性恋设计师这两个角色表现出来。
如同杜魯福早期的电影《朱尔与吉姆》和《兩個英國女孩與歐陸》一样，影片的三位主角——玛丽昂·施泰纳（丹尼芙饰）、她的丈夫卢卡斯（海因茨·贝纳特 Heinz Bennent 饰）和剧院演员伯纳德·格朗热（德巴狄厄饰）之间也存在一个爱情三角关系。

## 反响

### 票房
影片在法国的观影人数达到了3,384,045人次。

### 评价
《最後地下鐵》在评论汇总网站爛番茄上获得了88%的好评率，基于24条评论，平均评分为7.4/10。

### 奖项与提名
- 奥斯卡金像奖（美国）
  - 提名：最佳外语片
- 國家評論協會（美国）
  - 提名：最佳外语片[17]
- 波士頓影評人協會（美国）
  - 获奖：最佳外语片
- 凯撒电影奖（法国）
  - 获奖：最佳男主角（傑哈·德巴狄厄）
  - 获奖：最佳女主角（凱撒琳·丹尼芙）
  - 获奖：最佳摄影（内斯特·阿尔门德罗斯 Néstor Almendros）
  - 获奖：最佳導演（法蘭索瓦·杜魯福）
  - 获奖：最佳剪辑（马丁·巴拉凯 Martine Barraqué）
  - 获奖：最佳影片
  - 获奖：最佳音乐（乔治·德吕 Georges Delerue）
  - 获奖：最佳美术指导（让-皮埃尔·科胡特-斯韦尔科 Jean-Pierre Kohut-Svelko）
  - 获奖：最佳音效（米歇尔·劳伦特 Michel Laurent）
  - 获奖：最佳编剧（苏珊·希夫曼 Suzanne Schiffman 和法蘭索瓦·杜魯福）
  - 提名：最佳男配角（海因茨·贝纳特 Heinz Bennent）
  - 提名：最佳女配角（安德烈亚·费雷奥尔 Andréa Ferréol）
- 大卫奖（意大利）
  - 获奖：最佳外国女演员（凱撒琳·丹尼芙）
- 金球獎（美國）
  - 提名：最佳外语片